# William E. Simon

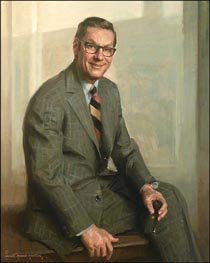
Porträt von William E. Simon im US-Finanzministerium

William Edward Simon (* 27. November 1927 in Paterson (New Jersey); † 3. Juni 2000 in Santa Barbara (Kalifornien)) war ein US-amerikanischer Geschäftsmann und Politiker. Von 1974 bis 1977 war er Finanzminister der USA.

## Studium und berufliche Laufbahn
Der Sohn eines Versicherungskaufmanns absolvierte nach dem Schulbesuch und dem Militärdienst in der United States Army ein Studium am Lafayette College in Easton (Pennsylvania), das er 1952 mit einem Bachelor of Arts (B.A.) abschloss.
Nach dem Studium trat er zunächst in den Dienst verschiedener Versicherungsgesellschaften, bei denen er unter anderem als Vizepräsident tätig war. Später wurde er Seniorpartner und Mitglied des Exekutivkomitees der Market Maker Salomon Brothers, wo er für die Abteilungen der Staats- und Kommunalanleihen zuständig war.

## Politische Laufbahn

### Stellvertretender Finanzminister
Am 22. Januar 1973 wechselte er von der Wirtschaft in die Regierung von Präsident Richard Nixon und wurde dort Stellvertretender Finanzminister (Deputy Secretary of the Treasury). Als solcher war er Hauptverantwortlicher für die Umgestaltung und Verbesserung der Finanzinstitutionen. Zugleich war er zunächst Leiter der Bundesenergiebüros, eines Vorläufers des 1977 gegründeten Energieministeriums. Auf dem Höhepunkt der ersten weltweiten Ölkrise wurde er am 4. Dezember 1973 Gründer und Leiter der Bundesenergieverwaltung (Federal Energy Administration), was ihm in der Presse den Namen „Energy Czar“ (Energiezar) einbrachte. Darüber hinaus beriet er den Präsidenten in allen Angelegenheiten der Energiepolitik.

### Finanzminister

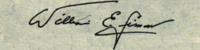
Unterschrift von William E. Simon auf US-$-Banknoten

Am 8. Mai 1974 wurde er dann als Nachfolger von George P. Shultz von Präsident Nixon zum Finanzminister ernannt. Dieses Amt übte er auch unter Gerald Ford aus, der Nixons Nachfolger wurde und vom 9. August 1974 bis zum Ende der Amtszeit am 20. Januar 1977 Präsident war.
Präsident Ford berief ihn darüber hinaus auch zum Vorsitzenden des Wirtschaftsplanungsgremiums. In dieser Funktion war er gleichzeitig Chefsprecher der Regierung in Wirtschaftsfragen. Am 8. April wurde Simon zugleich Vorsitzender des Ost-West-Außenhandelsgremiums, das durch das Handelsgesetz von 1974 neu geschaffen wurde.

## Sonstige Tätigkeiten

### Tätigkeiten in der Wirtschaft
Nach seinem Ausscheiden aus der Politik war er zunächst bis 1980 Vizevorsitzender der Investmentbank Blyth Eastman Dillon, ehe er zusammen mit einem Steuerberater eine eigene Firma (WESRAY Corporation) gründete, die ihn durch gezielte Investitionen zum Multimillionär machte. In den folgenden Jahren übernahm er andere Institutionen und gründete eine eigene Handelsbank. Darüber hinaus gehörte er den Vorständen und Aufsichtsräten von über dreißig Firmen wie Xerox, Citibank, Halliburton und United Technologies Corporation an.

### Tätigkeiten im Nationalen Olympischen Komitee der USA
Simon war mehr als dreißig Jahre Mitglied des United States Olympic Committee (USOC) und darüber hinaus dessen Schatzmeister von 1977 bis 1981. Anschließend war er bis 1985 Präsident des USOC und damit „Gastgeber“ der Olympischen Sommerspiele 1984 in Los Angeles. Er hatte zudem einen Sitz im Exekutivkomitee des Los Angeles Olympic Organizing Committee. Im Anschluss daran war er von 1985 bis 1997 Vorsitzender der amerikanischen Olympiastiftung. Darüber hinaus hatte er zahlreiche weitere Ämter innerhalb der Sportverbände inne.

### Präsident der John M. Olin Foundation
Von 1977 bis zu seinem Tod im Jahr 2000 war er Präsident der konservativen John M. Olin Foundation. In seinen Büchern A Time for Truth (1978) und A Time for Action (1980) formulierte er in scharfer Form seine politischen Ziele. Dabei zeigte er sich als entschiedener Gegner des regulierenden Staates und insbesondere des Umweltschutzes, und er bezeichnete Politiker, die im Namen eines öffentlichen Interesses handelten, als „neue Despoten“, die die einzig legitime Macht des freien Marktes bedrohten. Unter seiner Leitung spendete die Olin Foundation große Summen an führende Universitäten wie Harvard, mit denen neue Forschungsinstitute aufgebaut wurden und insbesondere das Fach Law and Economics („Recht und Ökonomie“) als bedeutender Teil der juristischen Ausbildung etabliert wurde.

## Auszeichnungen
1976 verlieh ihm der Präsident von Ägypten Anwar as-Sadat den höchsten ägyptischen Orden „Orden des Nils“ (Kiladate El Nile). 1977 erhielt er den Alexander Hamilton Award, einen nach dem ersten US-Finanzminister benannten Preis. Schließlich war er auch aktiver Ritter des Malteserordens.
In Anerkennung seiner visionären Leistungen in Wirtschaft, Finanzwelt und Öffentlichem Dienst benannte die University of Rochester ihre Managementschule 1986 in William E. Simon Graduate School of Business Administration um.
Wegen seiner Verdienste um den Sport wurde er 1991 in die US-Olympic Hall of Fame aufgenommen. Des Weiteren wurde ihm der Olympische Orden durch das Internationale Olympische Komitee (IOC) verliehen.

## Veröffentlichungen
- A Time For Truth, 1978
- A Time For Action, 1980